# Ernest Schüle
Ernest Schüle (ursprünglich Ernst Schüle; * 5. November 1912 in Herisau; † 23. November 1989 in Montana, Kanton Wallis, Schweiz) war ein Schweizer Romanist, Dialektologe und Ethnologe.

## Leben und Werk
Schüle promovierte 1938 bei Jakob Jud in Zürich mit La terminologie du joug dans une région du Plateau central (Zürich 1939). Er war von 1940 bis 1949 Redakteur und von 1949 bis 1977 (als Nachfolger von Karl Jaberg) Chefredakteur des Glossaire des patois de la Suisse romande, zuerst in Zürich, ab 1955 in Lausanne und ab 1972 in Neuenburg (Nachfolger: Zygmunt Marzys). Als dort 1974 auf sein Betreiben hin das Centre de dialectologie et d’étude du français régional gegründet wurde, wurde Schüle der erste Direktor.
Schüle hat ausserdem 1967 das Centre d’études francoprovençales René Willien in Saint-Nicolas im Aostatal mitbegründet und war 1969 der Initiator des Atlas des patois valdôtains. Von 1967 bis 1983 war er ausserordentlicher Professor für romanische Dialektologie an der Universität Neuenburg.

## Weitere Werke
- (Hrsg.) Par-dessus les frontières linguistiques. Actes de la réunion de Waldegg (Soleure) des 28 et 29 octobres 1982 (Société Suisse des Traditions Populaires), Bâle/Bonn 1984
- (Hrsg. zusammen mit Rémy Scheurer und Zygmunt Marzys) Documents en langue française antérieurs à la fin du XIVe siècle conservés dans les Cantons du Jura et de Berne, avec le concours de Nicolas Barré. Volume préparé par Bernadette Gavillet, Paris 2002